# J-pop
J-pop (ジェイポップ [Džei-poppu]) je zkratka pro „Japanese pop“ (japonský pop), tedy pro japonskou populární hudbu, kterou produkují výhradně interpreti japonské národnosti. Původně byl termín j-pop vytvořen médii se záměrem odlišit japonskou hudební produkci od zahraniční. V dnešní době je průmysl japonské hudby hned druhý největší, pomyslné první místo zaujímají Spojené státy.
Interpreti j-popu velmi často vystupují jako hosté v hudebních a zábavných show, účinkují v televizních seriálech a filmech jako herci či dabéři; produkují úvodní znělky k anime a hraným televizním pořadům a nezřídka se stávají součástí japonského merchandisingu k zahraniční produkci.

## Galerie

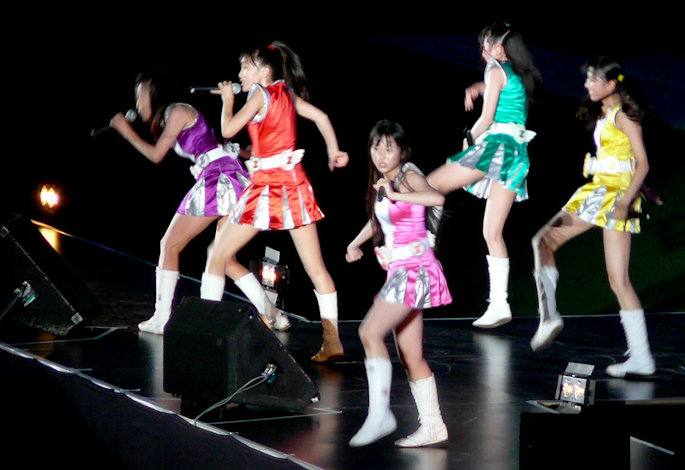
Momoiro Clover Z
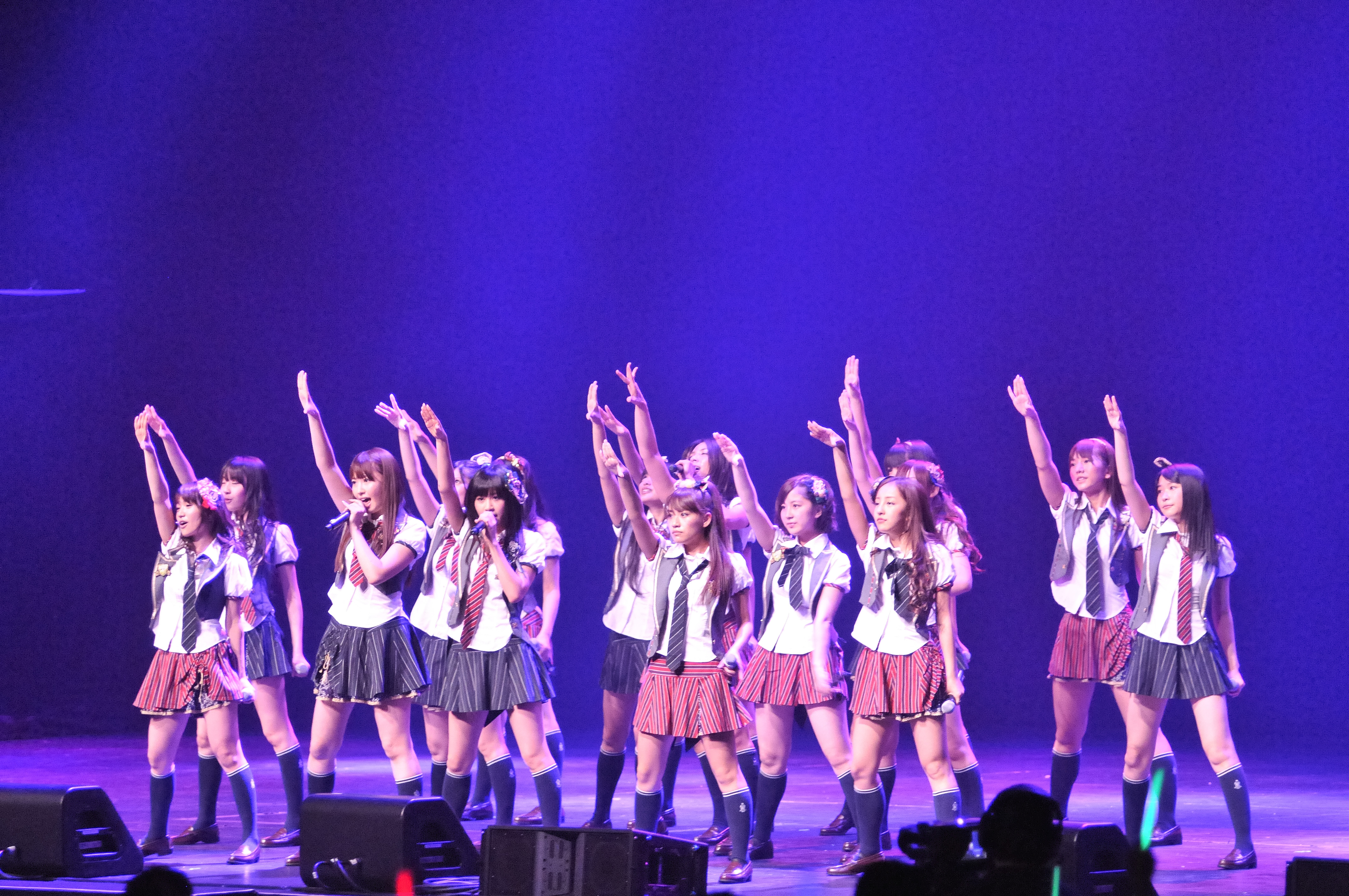
AKB48
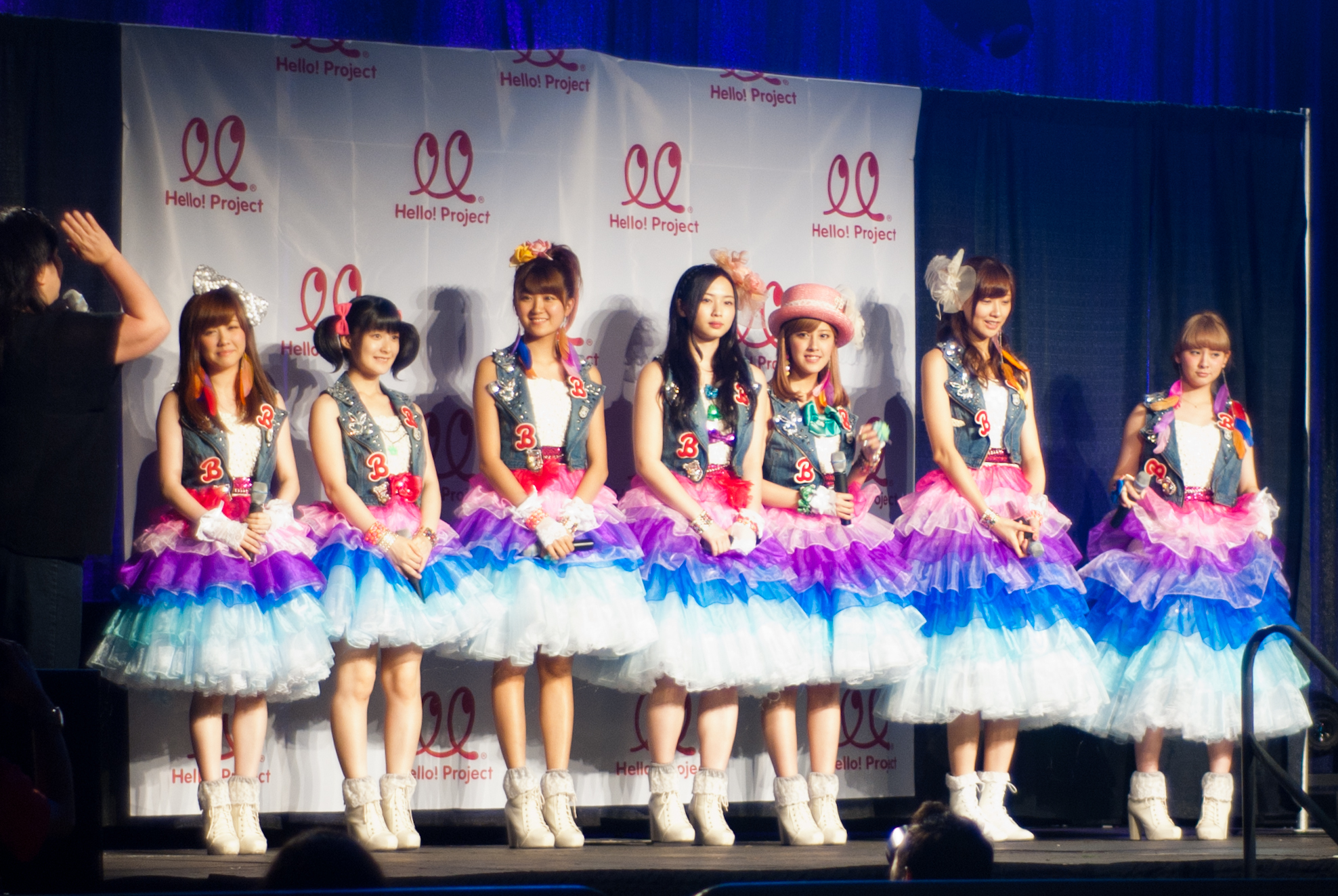
Berryz Kobo
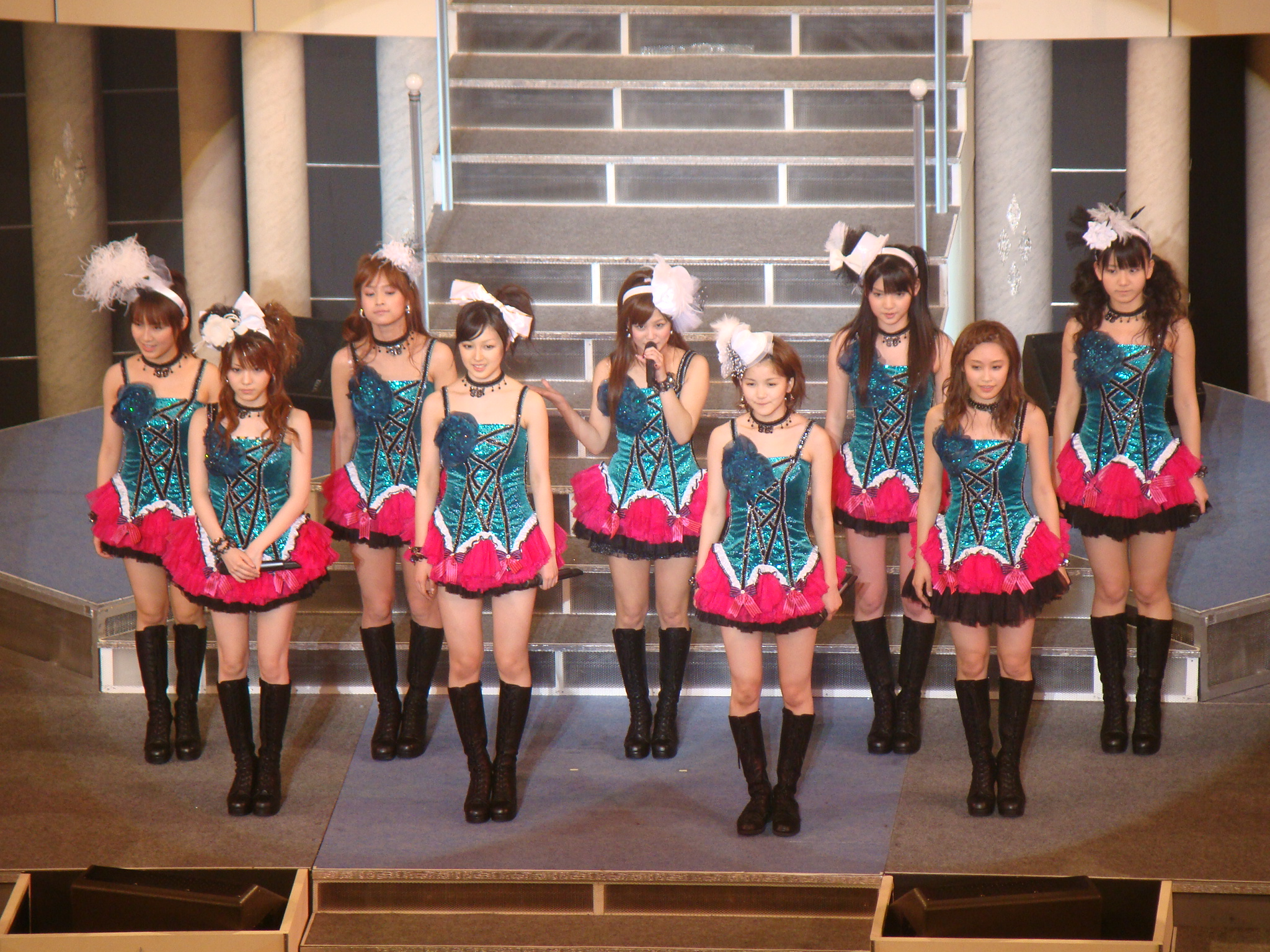
Morning Musume